# John Jesus Flanagan
John Jesus Flanagan (Kilbreedy, Irlanda, 9 de janeiro de 1873 - Kilmallock, 3 de junho de 1938) foi um atleta norte-americano, tricampeão olímpico do lançamento do martelo.
Irlandês de nascimento, Flanagan imigrou para os Estados Unidos aos 23 anos, em 1896, quando já era o recordista mundial desta prova, na qual era o astro de seu país natal. Em 1900, ele representou seu novo país nos Jogos Olímpicos de Paris, conquistando a medalha de ouro e sendo o único integrante sem formação universitária da equipe  de atletismo a medalhar. No lançamento de disco, prova que também disputou, ficou em sétimo.
Em 1903, ele conseguiu emprego no Departamento de Polícia de Nova York, onde foi lotado na Seção de Licenças, e sem muito o que fazer, pôde continuar seus treinamentos. Com isso, em 1904 ele conquistou o bicampeonato olímpico nos Jogos de St. Louis quebrando o recorde olímpico e mundial da prova e ainda foi medalha de prata no arremesso de peso de 56 libras.
Em 1908, John tornou-se tricampeão olímpico no martelo, quebrando o seu próprio recorde mundial, aos 40 anos de idade. No ano seguinte, aos 41 anos, mais um recorde mundial - o atleta mais velho a conseguir isto -  e a melhor marca de sua vida, 56m18.
Flanagan deixou a polícia nova-iorquina em 1910 quando seu departamento foi extinto e voltou no ano seguinte para a Irlanda, depois de 15 anos vivendo em seu país de adoção e pelo qual competiu em três Olimpíadas. Morreu em 1938, na pequena vila irlandesa de Kilmallock.
Nos Jogos Olímpicos de Amsterdã, em 1928, os Estados Unidos perderam pela primeira vez a medalha de ouro do lançamento do martelo. A prova foi vencida pelo irlandês Patrick O'Callaghan, que, ironicamente, havia sido treinado por John Jesus Flanagan.